# Reino Unido en los Juegos Olímpicos de Innsbruck 1964
El Reino Unido estuvo representado en los Juegos Olímpicos de Innsbruck 1964 por un total de 36 deportistas que compitieron en 7 deportes.  
El portador de la bandera en la ceremonia de apertura fue el deportista de luge Keith Schellenberg.

## Medallistas
El equipo olímpico británico obtuvo las siguientes medallas:
| Nombre                   | Deporte   | Competición |
| ------------------------ | --------- | ----------- |
| Oro                      |           |             |
| Robin Dixon Anthony Nash | Bobsleigh | Doble M     |
| Plata                    |           |             |
| —                        |           |             |
| Bronce                   |           |             |
| —                        |           |             |